# 戴克里先宫
43°30′29″N 16°26′18″E / 43.50806°N 16.43833°E
戴克里先宫（發音：[diɔklɛt͡sijǎːnɔʋa pǎlat͡ʃa]）是一座罗马帝国宫殿，约建于公元295年—公元305年，占地近4公顷。羅馬帝國東部奧古斯都（主皇帝）戴克里先退位后即居于此。它位于克罗地亚斯普利特市，是一座宏大壮丽的海滨堡垒和豪华巨型乡间别墅。
宫殿平面呈长方形，南北长215米，宫墙厚2.1米。前临亚得里亚海，南高22米，北高18米。计16座塔楼和4座宫门。其中心有两条11米宽的拱廊大道。宫殿前部为寝宫，沿海拱廊长160米，宽7.3米，可瞭望海景和达尔马提亚海岸。后部为朝堂，宫殿于阿瓦尔人入侵时被严重破坏，639年阿瓦尔人撤退后，宫殿遗址被薩羅納城难民改为他用。1979年，该遗址被列为世界文化遗产。

## 图片

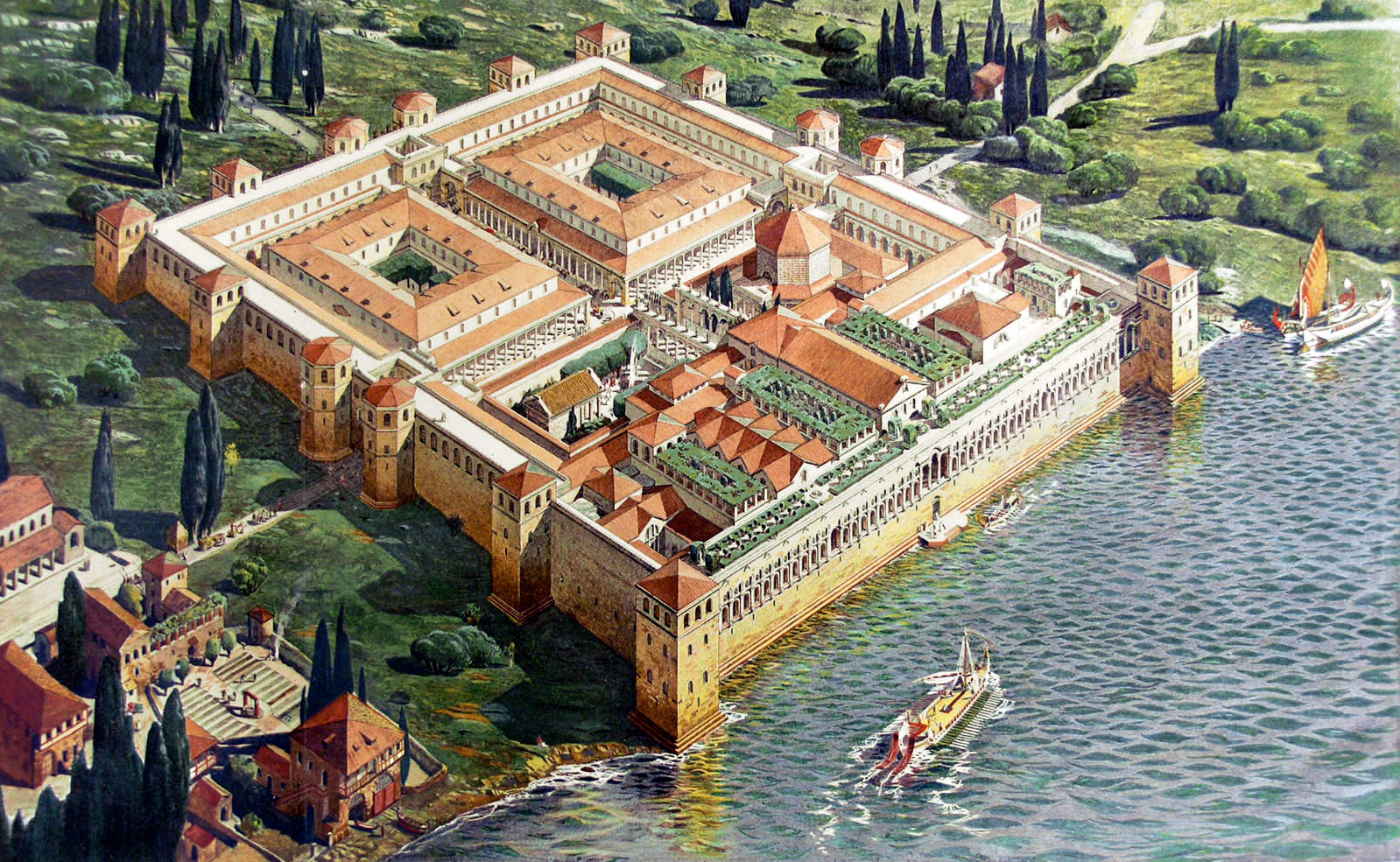
公元305年的戴克里先宫模拟重建（西南视角）
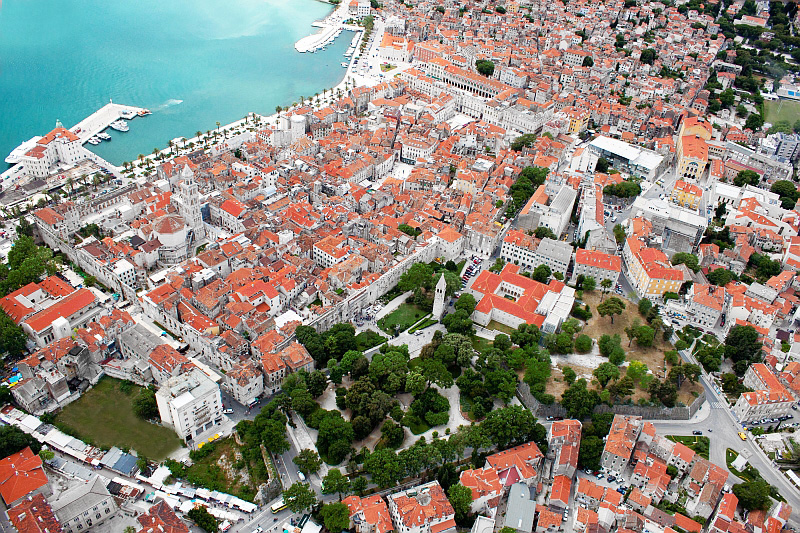
2012年位於斯普利特市中心的戴克里先宮（東北視角）
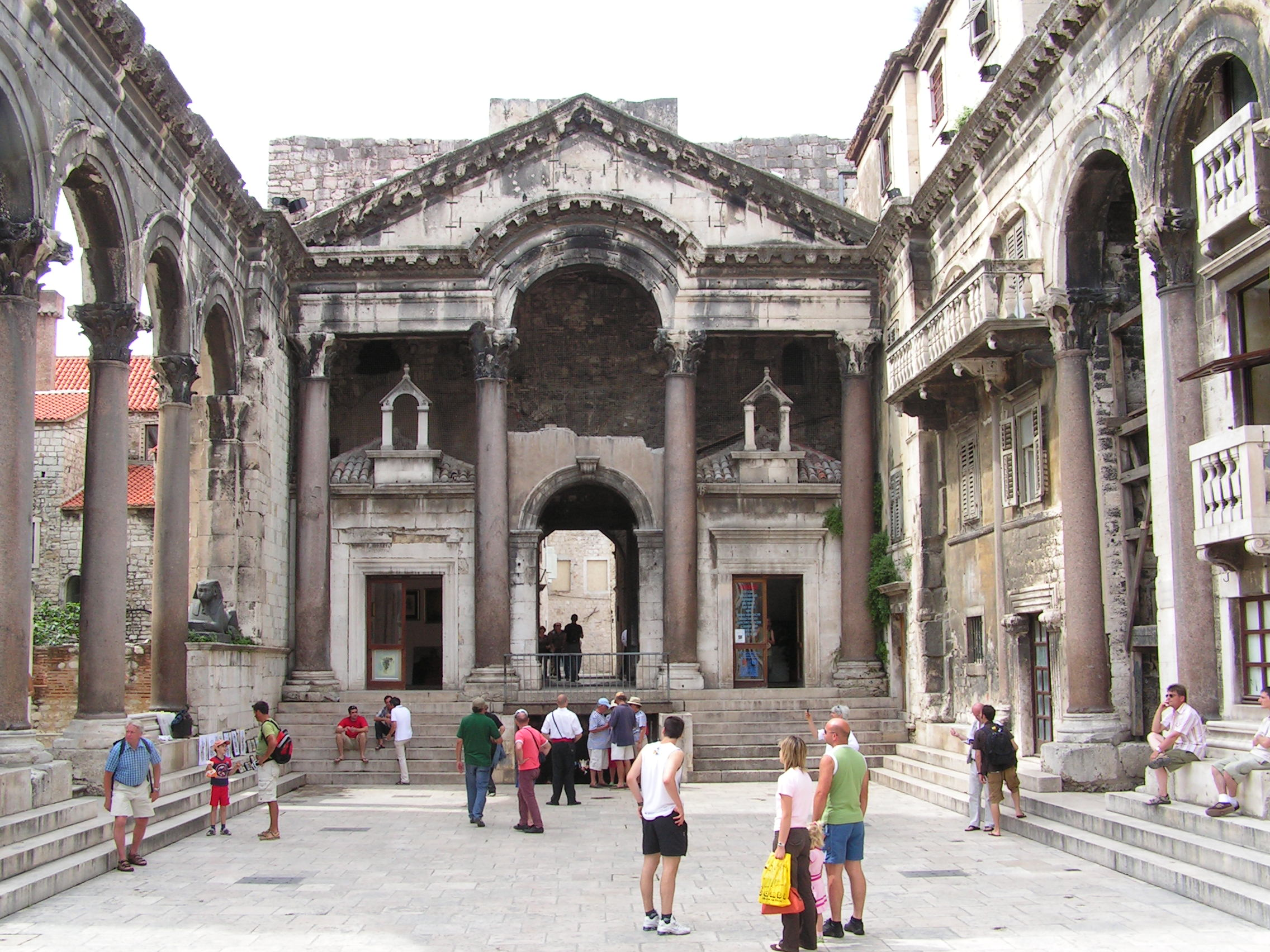
修复前戴克里先宫列柱中庭
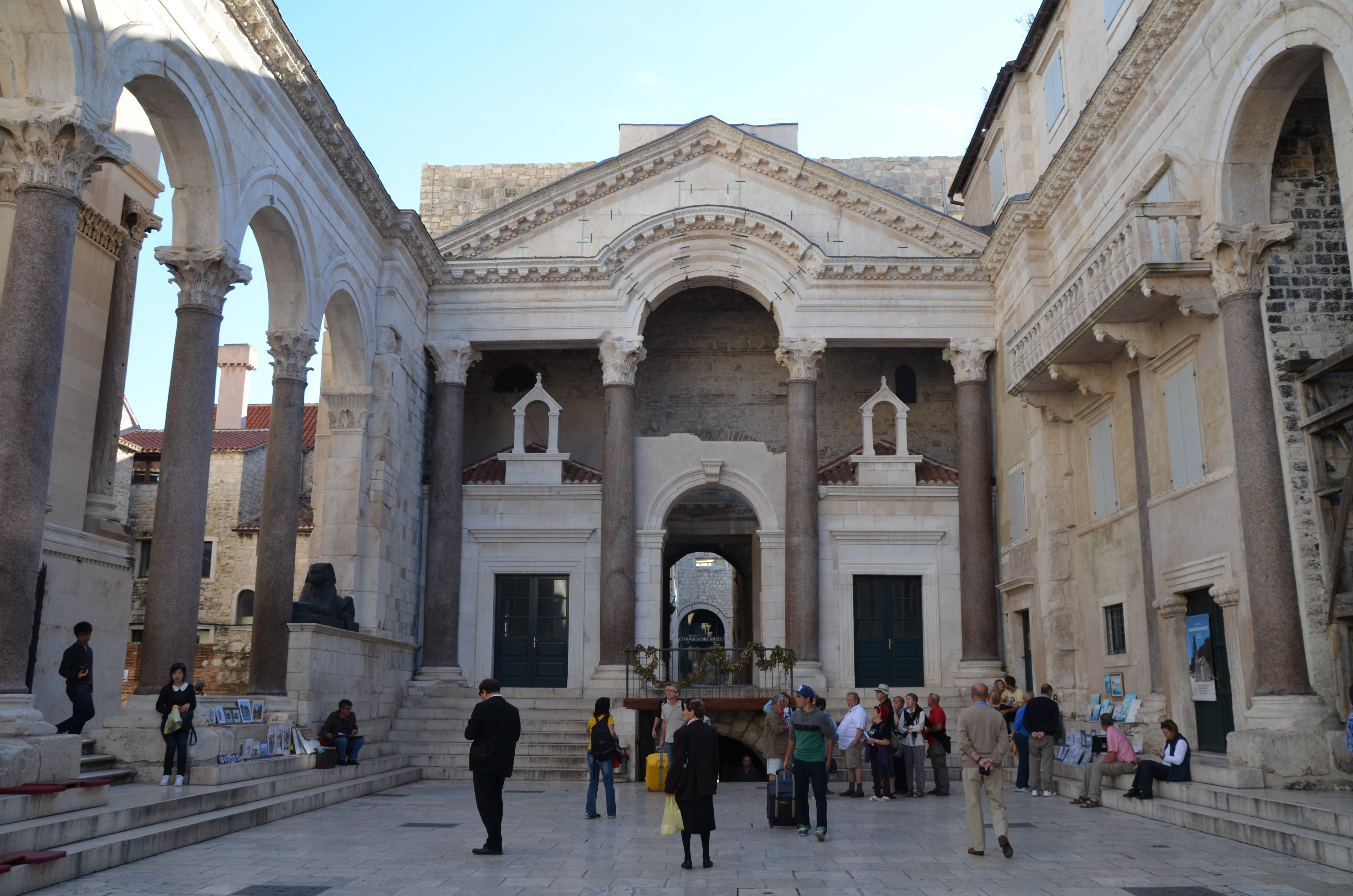
修复後戴克里先宫列柱中庭
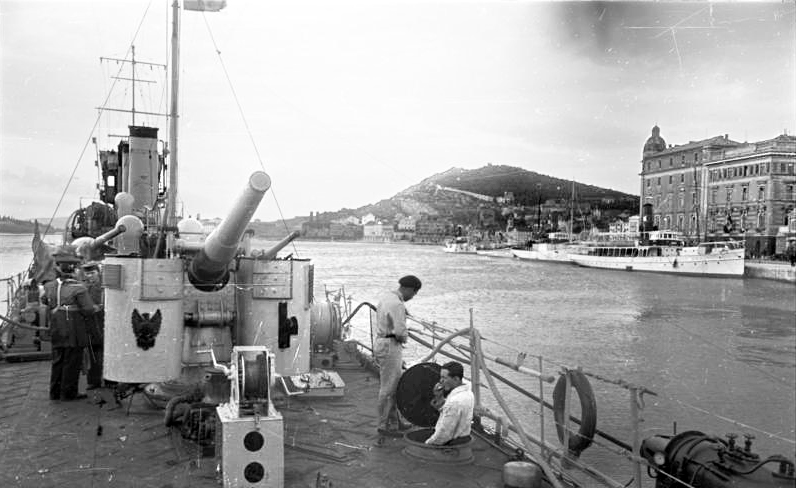
1941年二戰時義大利皇家海軍的一艘軍艦停泊在意大利佔領下（英语：Province of Spalato）的斯普利特的港口，可見戴克里先宮在右方

## 大众文化
- 戴克里先宫被描绘在克罗地亚1993年发行的庫納面额500纸币背面 （页面存档备份，存于）。[3][4]。
- 戴克里先宫是HBO电视连续剧《权力的游戏》第四季的拍摄点之一[5]。